# Pietro Torrisi
Pietro Torrisi (ur. 20 stycznia 1940 w Katanii) – włoski aktor filmowy, kulturysta i kaskader. W niektórych filmach użył pseudonimu Peter McCoy. 

## Życiorys
W 1963 zdobył tytuł Mistera Włoch, a dwa lata potem zajął piąte miejsce w konkursie Mister Universe 1965. Po osiągnięciu dobrych wyników w kulturystyce, rozpoczął pracę w Cinecittà, początkowo jako dubler dla innych wykonawców. 
W ciągu ponad trzydziestu lat kariery w przemyśle filmowym korzystał ze swoich niezwykłych walorów fizycznych. Wziął udział w ponad stu filmach w różnych gatunkach: we wczesnych latach 60. od 'miecz i sandał', spaghetti westernach, filmów policyjnych, do włoskich komedii lat 80. Wystąpił m.in. w dokumentalnym Federico Felliniego I clowns (1970), Czarny pirat (Il Corsaro nero, 1976) wg powieści Emilio Salgariego z Kabirem Bedi czy komedii Roberta Altmana Popeye (1980) z Robinem Williamsem. Torrisi pracował często z Budem Spencerem i Terence Hillem, prawie zawsze jako czarny charakter. 
Ożenił się i miał dwoje dzieci, zamieszkał w Rzymie, gdzie przez wiele lat zarządzał siłownią.

## Wybrana filmografia
- 1963: I Dieci gladiatori jako gladiator
- 1964: Una spada per l'impero jako zapaśnik
- 1965: Agente 3S3: Passaporto per l'inferno jako człowiek w barze Vienna
- 1969: Pięciu uzbrojonych mężczyzn (Un esercito di 5 uomini) jako meksykański oficer
- 1971: Upalne noce Don Juana (Le Calde notti di Don Giovanni)
- 1971: Żywot Leonarda da Vinci (La vita di Leonardo da Vinci)
- 1971: Powrót Sabaty (E tornato Sabata... hai chiuso un'altra volta) jako pomocnik
- 1972: Karząca ręka ojca chrzestnego (La Mano lunga del padrino) jako Gallo
- 1972: Człowiek ze Wschodu (E poi lo chiamarono il magnifico) jako mężczyzna w saloonie
- 1973: Wielka Stopa i zbiry (Piedone lo sbirro) jako zbir
- 1974: The Arena jako gladiator
- 1974: Z nami nie ma żartów (...altrimenti ci arrabbiamo!) jako gimnastyk
- 1975: Legenda wilka morskiego (Il Lupo dei mari) jako macedoński marynarz
- 1975: Platfus w Hong-Kongu (Piedone a Hong Kong) jako zbir Accardo
- 1975: Znak Zorro (Ah sì? E io lo dico a Zzzzorro!) jako awanturnik
- 1976: Salon Kitty jako wytatuowany Cygan
- 1976: Casanova (Il Casanova di Federico Fellini) jako brutal
- 1976: Czarna Emanuelle 2 (Emanuelle nera No. 2) jako Simon
- 1976: Czarny pirat (Il Corsaro nero)
- 1976: Twardy glina (Il Trucido e lo sbirro) jako zbir
- 1980: Popeye jako Bolo
- 1982: Niepokonany barbarzyńca (Gunan il guerriero) jako Zukahn / Gunan
- 1982: Miecz barbarzyńców (Sangraal, la spada di fuoco) jako Sangraal
- 1984: Dobry król Dagebert (Le Bon roi Dagobert) jako Basilius
- 1986: Braterstwo krwi (La sporca insegna del coraggio)
- 1994: S.P.Q.R. 2000 e 1/2 anni fa jako Spartacus